# قسم دورود الريفي (مقاطعة دورود)
قسم دورود الريفي (بالفارسية: دهستان دورود) هي منطقة ريفية تقع في القسم المركزي في إيران. يقدر عدد سكانها بـ 13,689 نسمة .